# Ana Beatriz Barros
Ana Beatriz Barros (née le 29 mai 1982 à Itabira, Minas Gerais, Brésil) est un mannequin brésilien. Elle a grandi à Rio de Janeiro.

## Biographie
À l'âge de treize ans, elle est repérée par le directeur de l'agence Elite Model Management pendant un séjour à Rio de Janeiro. En 1998, elle gagne le concours Elite Model Look au Brésil et termine à la seconde place au concours international. Par la suite, elle se fait connaitre en décrochant une campagne pour Guess.
Elle a posé pour Victoria's Secret, Chanel cosmétiques, Dior, Armani Jeans, L'Oréal, Diesel, ainsi que pour la série de produits JLo de Jennifer Lopez.
Elle a défilé pour Valentino, Missoni, Gucci, Dior, Versace, Dolce&Gabbana, Michael Kors et d'autres. Elle a également participé aux défilés de Victoria's Secret en 2002, 2003, 2005, 2006, 2008 et 2009.
De 2002 à 2008, elle figure dans les pages de Sports Illustrated Swimsuit Issue, l'édition spéciale de Sports Illustrated.
Elle a aussi fait la couverture de nombreux magazines comme Vogue, Marie Claire, Allure, W, Elle, Glamour ainsi que des magazines brésiliens comme Capricho et Audi.
Elle est photographiée par Terry Richardson à Bahia au Brésil, pour le calendrier Pirelli de 2010, avec Lily Cole, Daisy Lowe, Miranda Kerr et d'autres mannequins. 
Ana Beatriz Barros a par ailleurs posé pour Marks & Spencer (collection Printemps/Été 2010) avec Twiggy, VV Brown, Lisa Snowdon (en) et Dannii Minogue.